# Мурський Врх
Мурський Врх (словен. Murski Vrh) — поселення в общині Раденці, Помурський регіон, Словенія. Висота над рівнем моря: 228,6 м.